# Robert Sainte-Rose
Robert Sainte-Rose est un athlète français, né le 5 juillet 1943 à Fort-de-France, spécialiste du saut en hauteur, de 1,89 m pour 79 kg, licencié à l'ASPTT Paris. Il participa aux Jeux olympiques de 1964 et 1968, année où il fut finaliste. Il était également très performant au triple saut. Il est le frère de Lucien Sainte-Rose, également athlète.

## Palmarès
- 43 sélections en équipe de France A, de 1964 à 1974
- Recordman de France : à 4 reprises, avec une progression de 7 cm, jusqu'à 2,19 m en 1968
- Vice-champion d'Europe en 1966 (alors que Jacques Madubost remporte le concours à la même hauteur)
- Match des 6 Nations en 1965
- Champion de France de 1964 à 1968, à 5 reprises consécutives